# SNK vs. Capcom: Card Fighters Clash
SNK vs. Capcom: Card Fighters Clash es un juego desarrollado para la consola Neo Geo Pocket, en conjunto entre SNK y Capcom, en el cual aparecen varios personajes de las distintas sagas de juegos de ambas compañías (Samurai Shodown, King of Fighters, Street Fighter, Darkstalkers, etc.).
Este juego toma la modalidad de una lucha con cartas, en las que se resaltan distintas características de cada personaje. Con la excusa de acompañar a nuestro héroe a lo largo de sus aventuras para perfeccionar sus técnicas, iremos adquiriendo nuevas cartas más poderosas que harán las batallas más interesantes.
- Datos: Q3112088